# Jacob Georg Christian Adler

Jakob Georg Christian Adler, Generalsuperintendent für Holstein und Schleswig, mit Großkreuz des Dannebrog-Ordens (Bruststern und Kreuz) und Ehrenzeichen des Dannebrog-Ordens (Detail eines Gemäldes, heute im Schleswiger Dom)

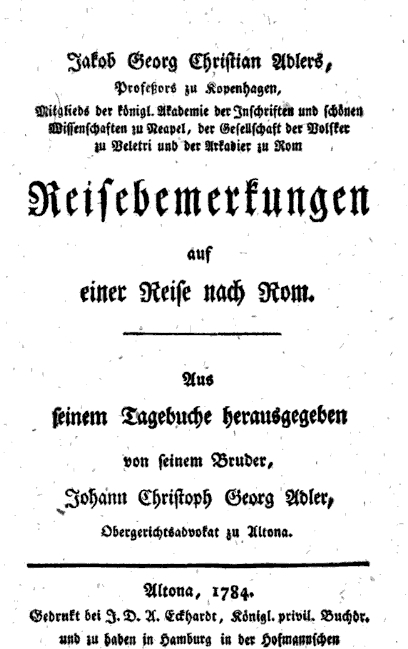
Buchtitel Reisebemerkungen auf einer Reise nach Rom, 1783

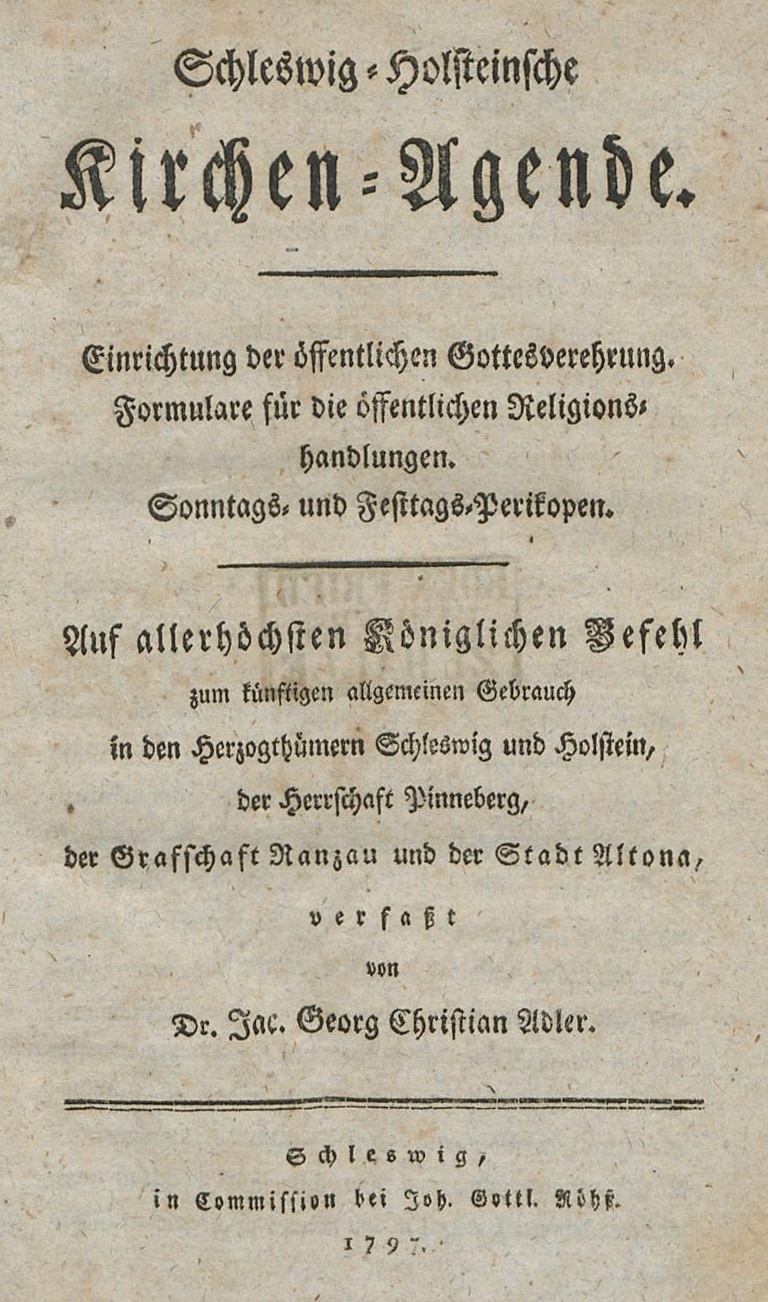
Schleswig-Holsteinsche Kirchen-Agende, 1797

Jacob Georg Christian Adler (auch Jakob Georg Christian Adler; * 8. Dezember 1756 in Arnis bei Kappeln, Schleswig; † 22. August 1834 in Giekau bei Lütjenburg) war ein dänisch-deutscher Generalsuperintendent für Holstein und Schleswig, Orientalist, Professor für syrische Sprache an der Universität Kopenhagen, evangelischer Theologe, Oberkonsistorialrat, Schriftsteller, Pädagoge, Münzsammler und Vorstandsvorsitzender der Schleswig-Holsteinischen Bibelgesellschaft.

## Biografie
Adler erhielt unter anderem Privatunterricht von seinem Vater, der von 1755 bis 1758 Pastor in Arnis und ab 1759 in Altona war. In Altona besuchte er das Christianeum, anschließend studierte er Theologie an der Christian-Albrechts-Universität zu Kiel sowie Orientalia bei Oluf Gerhard Tychsen an der Universität Bützow  (Mecklenburg) und Rostock. In den Jahren 1780 bis 1782 reiste er nach Italien, Frankreich, Holland und Belgien. Auf dieser Reise weilte er 15 Monate in Rom und ließ sich von ägyptischen Mönchen in Koptisch und in gelehrtem Arabisch unterrichten; an großen europäischen Bibliotheken, insbesondere in Rom, widmete er sich der Erforschung griechischer und orientalischer, vor allem syrischer Bibelhandschriften. Er schrieb über seine Reisen bzw. Aufenthalte zwei Bücher.
Nach seiner Rückkehr wurde Adler in Kopenhagen im Jahr 1783 Professor des Syrischen, 1785 Prediger an der deutschen Friedrichskirche in Kopenhagen, 1788 Professor der Theologie und 1789 deutscher Hofprediger. Danach wirkte er seit 1792 als Generalsuperintendent von Schleswig und nach dem Tod seines Kollegen Johann Leonhard Callisen 1806 auch von Holstein. In dieser Funktion verfasste er die 1797 herausgegebene, von der Theologie der Aufklärung geprägte Schleswig-Holsteinische Kirchen-Agende.
Adler verfasste zahlreiche wissenschaftliche Werke, unter anderem über die altsyrische und altarabische Schrift. Er war Doktor der Philosophie und ab 1833 der (evangelischen) Theologie. Eine seiner wichtigsten Leistungen war die Schulreform in Schleswig-Holstein, auch wenn die Durchsetzung der von ihm erarbeiteten Allgemeine Schulordnung für Schleswig-Holstein von 1814 mehrere Jahrzehnte dauerte. Auf regelmäßigen Visitationsreisen beaufsichtigte Adler den Fortschritt. Dabei starb er am 22. August 1834 in Giekau und wurde in Schleswig beigesetzt.

## Familie
Jacob Georg Christian Adler war der Sohn des Theologen, Archäologen, Altertumsforschers und Autors Georg Christian Adler (1724–1804) und dessen Ehefrau Johanna Elisa Schultze (1729–1806). Das Ehepaar hatte neben Jacob Georg Christian fünf weitere Kinder.
Jacob Georg Christian Adler war zweimal verheiratet: Am 8. Dezember 1787 heiratete er seine Konfirmandin Dorothea Maria Lorck (* 12. Juli 1772; † 18. März 1804), die Tochter seines 1785 verstorbenen Vorgängers als deutscher Prediger in Kopenhagen, des Bibelsammlers Josias Lorck. Sie war sowohl mit Caspar Aquila als auch über ihre Großmutter Birte/Brigitta von Lutten mit Matthias Claudius verwandt. Ihre 1566 geborene Vorfahrin Maria Lorck war zudem Ahnfrau von Johannes Brahms und Theodor Storm. Mit ihr hatte er neun Kinder, darunter:
- Sophia Amalia (1789–1827) ⚭ Friedrich Seestern-Pauly
- Georg Josias Stephan Borgia (* 29. Oktober 1792)
- Friedrich August (* 3. September 1794)

Am 16. Juli 1805 schloss Adler eine zweite Ehe mit Luise Dorothea Lederer (1775–1844). Aus zweiter Ehe stammt der Sohn Karl Ferdinand (* 24. August 1808).

## Werke
- Seder tiḳune sheṭarot = Sammlung von gerichtlichen Jüdischen Contracten, Rabbinisch und Deutsch, mit einer Vorrede von Oluf Gerhard Tychsen, bei Buchenröder und Ritter, Hamburg und Bützow, 1773 OCLC 28191882 2. Aufl.  Johann Friedrich Hammerich, Altona 1792. OCLC 226411974
- JVDAEORVUM CODICIS SACRI RITE SCRIBENDI LEGES E LIBELLO THALMVDICO MASSECHET SOPHERIM IN LAT. CONVERSAS. Hamburg 1779 OCLC 1062276821[Digitalisat 1]
- Descriptio Codicum quorundam Cuficorum partes Corani exhibentium, in Bibliotheca Regia Hafniensi, et ex iisdem de scriptura Cufica Arabum observationes nouae. Praemittitur disquisitio generalis de arte scribendi apud Arabes, etc., Altona, 1780 OCLC 1062250190[Digitalisat 2]
- (Ausführliche) Beschreibung der Stadt Rom (4 Bände). Carl Ernst Bohn, Kiel 1781. OCLC 962369100[Digitalisat 3]
- MVSEVM CVFICUM BORGIANVM VELITRIS, Bd. I. Antonio Fulgoni, Rom 1782[Digitalisat 4], Bd. II, Kopenhagen 1792.
- Reisebemerkungen auf einer Reise nach Rom (363 S.), herausgegeben von seinem Bruder Johann Christoph Georg Adler. Altona 1783.[4]Reisebemerkungen auf einer Reise nach Rom (363 S.), herausgegeben von seinem Bruder Johann Christoph Georg Adler. Altona 1783.[4] OCLC 9085022150[Digitalisat 5]
- Brevis Linguae Syriacae institutio in usum tironum edita, nach 1784 OCLC 989970443[Digitalisat 6]
- Professor Adlers Antritspredigt in der Friderichs Kirche auf Christianshafen An Christi Himmelfahrtstag, 1785 ; Zum Besten der Christianshafner Freyschule, Kopenhagen, 1785 OCLC 257995537
- Bibliotheca biblica Serenissimi Wv̈rtenbergensivm dvcis olim Lorckiana. J.D.A. Eckhardt, Altona, 1787 OCLC 741940756[Digitalisat 7]
- Faksimilia kufischer Koranhandschriften der Kgl. Bibliothek in Kopenhagen mit einer Untersuchung über die arabische Schriftentwicklung. Kopenhagen 1780.
- NOVI TESTAMENTI VERSIONES SYRIACAE, SIMPLEX PHILOXENIANA ET HIEROSOLYMITANA. Kopenhagen 1789. ocOCLC 681248701[Digitalisat 8]
- Einige Predigten gehalten vor den Königl. Dänischen Herrschaften und auf allerhöchstem Befehl herausgegeben, gedruckt bei  Friederich Wilhelm Thiele, Kopenhagen, 1790 OCLC 986786619[Digitalisat 9]
- Annalen des Abu l-Fida – Herausgeber des von J. J. Reiske bearbeiteten u. übersetzten Werkes (5 Bde.), Kopenhagen 1789–1795.

## Sekundärliteratur
- Gustav Bickell: Adler, Jacob Georg Christian. In: Allgemeine Deutsche Biographie (ADB). Band 1, Duncker & Humblot, Leipzig 1875, S. 85 f.
- August Hennings (?): Schleswig-Holsteinische Kirchen-Agende. In: Der Genius der Zeit. Band 13, 1798, S. 369–375.
- A[ugust]. H[ennings].: Schleswig Holsteinische Kirchenagende. In: Der Genius der Zeit. Band 15, 1798, S. 404–405.
- A[ugust]. H[ennings].: Einladung zur Aufmerksamkeit auf einen geheimen, und iezt vielleicht noch allgemein unerkannt gebliebenen Grund der Agende {Streitigkeiten in den Herzogthümern Schleswig und Holstein}. In: Der Genius der Zeit. Band 15, 1798, S. 1–7.
- Die Vorfahren des Generalsuperintendenten A. In: Schriftenreihe des Vereins für schleswig-holsteinische Kirchengeschichte. Rh. 2, Bd. 5, 1910–1913, S. 213 ff.
- Anton Baumstark: Geschichte der syrischen Literatur mit Ausschluß der christlich-palästinensischen Texte. Marcus und Weber, Bonn 1922, S. 144.
- O. F. Arends: Gejstligheden i Slesvig og Holsten fra Reformationen til 1864. Personalhistoriske Untersogelser. Kopenhagen 1932.
- Dansk biografisk Leksikon, Bd. I. 1933, S. 129 ff.
- F. Rosenthal: Die aramaistische Forschung seit dem 20. Jhd. seit Th. Nöldeke’s Veröffentlichungen. Brill, Leiden 1939, S. 144 f.
- Joh. W. Fück: Die arabischen Studien in Europa bis in den Anfang des 20. Jhd. Harrassowitz, Leipzig 1955, S. 218 (Fn. S. 557).
- Hans Striedl: Adler, Jakob Georg Christian. In: Neue Deutsche Biographie (NDB). Band 1, Duncker & Humblot, Berlin 1953, ISBN 3-428-00182-6, S. 70 f. (Digitalisat).
- Kurt Galling (Hrsg.): Die Religion in Geschichte und Gegenwart – Handwörterbuch für Theologie und Religionswissenschaft. (6 Bände). Tübingen 1957–1962; RBd. 1965, Teil I, S. 96 f.
- Walter Kasper et al. (Hrsg.): Lexikon für Theologie und Kirche. 3. Auflage, Freiburg 1993 ff., Bd. I, 148 f.
- Dictionnaire d’histoire et de géographie ecclésiastiques. Bd. 1: Aachs–Albus. Paris 1912 ff., Bd. I, S. 573.
- Werner Aquila: Die Nachfahren Leonhard Adlers später Aquila aus Augsburg. Sonderdruck des Genealogischen Jahrbuches, hrsgg. von der Zentralstelle für Personen- und Familiengeschichte, Bd. 44. Degener & Co, Neustadt/Aisch 2004, ISBN 978-3-7686-3079-5.
- Georg Biundo: Die Vorfahren des Generalsuperintendenten Adler.
- Friedrich Wilhelm Bautz: ADLER, Jakob Georg Christian. In: Biographisch-Bibliographisches Kirchenlexikon (BBKL). Band 1, Bautz, Hamm 1975. 2., unveränderte Auflage. Hamm 1990, ISBN 3-88309-013-1, Sp. 37 (Artikel/Artikelanfang im Internet-Archive).
- Berthold Hamer: Adler, Jacob Georg Christian. In: ders.: Biografien der Landschaft Angeln. Bd. 1: Personenlexikon A–J. Husum Druck- und Verlagsgesellschaft, Husum, 2007, ISBN 978-3-89876-339-4, S. 11–14.
- Veronika Janssen: „Ei ei, Herr Pastor, das ist ja eine ganz neue Religion!“ Die Adlersche Kirchenagende von 1797 zwischen Gemeinden, Predigern und Obrigkeit. Kiel 2017.

## Digitalisate
1. ↑  Judæorum Codicis Sacri rite scribendi leges. als Digitalisat bei Google Books
2. ↑  Descriptio Codicum quorundam Cuficorum partes Corani exhibentium als Digitalisat bei Google Books
3. ↑  Ausführliche Beschreibung der Stadt Rom als Digitalisat bei Hathi Trust
4. ↑  MVSEVM CVFICUM BORGIANVM VELITRIS als Digitalisat im Münchener Digitalisierungszentrum der Bayerischen Staatsbibliothek
5. ↑  Reisebemerkungen auf einer Reise nach Rom als Digitalisat in der Universitäts- und Landesbibliothek Sachsen-Anhalt der Martin-Luther-Universität Halle-Wittenberg
6. ↑  Brevis Linguae Syriacae institutio in usum tironum edita als Digitalisat der Freiburger historische Bestände - digital der Albert-Ludwigs-Universität Freiburg
7. ↑  Bibliotheca biblica Serenissimi als Digitalisat bei Hathi Trust
8. ↑  Novi Testamenti versiones Syriacae simplex, als Digitalisat bei HathiTrust
9. ↑  Einige Predigten gehalten vor den Königl. Dänischen Herrschaften und auf allerhöchstem Befehl herausgegeben als Digitalisat der Universitätsbibliothek der Christian-Albrechts-Universität zu Kiel